# 韋斯塔 (印地安納州)
韋斯塔（英語：Vesta）是位於美國印地安納州克拉克縣的一個非建制地區。該地的面積和人口皆未知。

## 地理
韋斯塔的座標為38°29′06″N 85°33′02″W / 38.48500°N 85.55056°W，而該地的平均海拔高度為208米（即682英尺）。